# Суп с блинной стружкой

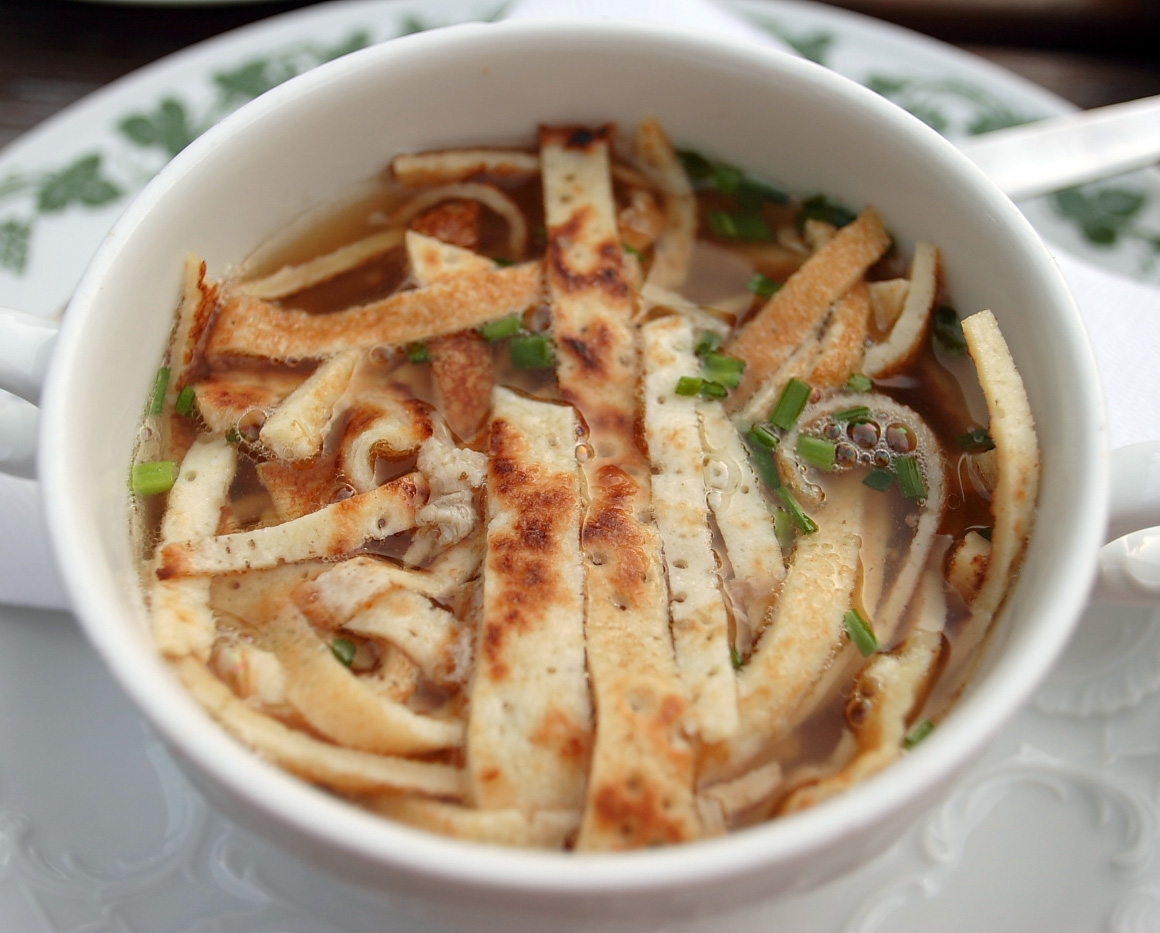
Суп с блинной стружкой

Суп с блинной стружкой (суп с блинной лапшой, консоме «Селестина», суп селестин) — крепкий прозрачный говяжий или куриный суп с нарезанными тонкими полосками блинами «селестин» в качестве гарнира. Блюдо известно под различными названиями в европейской и еврейской кухне. Блины для селестина выпекаются из теста с высоким содержанием яиц, аналогичного крепам. Блинная стружка добавляется в бульон перед самой подачей, суп сервируется рубленой зеленью.